# 馬里昂奧克斯 (佛羅里達州)
馬里昂奧克斯（英語：Marion Oaks）是位於美國佛羅里達州馬里昂縣的一個非建制地區。該地的面積和人口皆未知。

## 地理
馬里昂奧克斯的座標為29°00′31″N 82°10′59″W / 29.00861°N 82.18306°W，而該地的平均海拔高度為25米（即82英尺）。